# Octarrhena trigona
Octarrhena trigona är en orkidéart som först beskrevs av Johannes Jacobus Smith, och fick sitt nu gällande namn av Pieter van Royen. Octarrhena trigona ingår i släktet Octarrhena och familjen orkidéer. Inga underarter finns listade i Catalogue of Life.